# Іо (супутник)
Іо, також Юпітер I (грец. Ιώ) — супутник Юпітера, найближчий до планети з чотирьох галілеєвих супутників. Її діаметр становить 3642 км, тому Іо є четвертим за величиною супутником у Сонячній системі. Іо серед усіх супутників має найбільшу щільність та найсильнішу поверхневу гравітацію, а також має найменшу кількість води за співвідношенням кількостей атомів серед усіх відомих астрономічних об'єктів у Сонячній системі.  Цей супутник відкрив Галілео Галілей у 1610 році. Перші фото Іо були зроблені зондом «Піонер-11», який пролетів повз Юпітер в грудні 1974 року. Названий на честь міфологічної Іо — жриці Гери та коханки Зевса.
Іо є найбільш геологічно активним об'єктом у Сонячній системі. На її поверхні є понад 400 активних вулканів. Ця екстремальна геологічна активність є результатом приливного нагрівання від тертя, яке виникає в надрах Іо, коли вона знаходиться між Юпітером та іншими галілеєвими супутниками. Кілька вулканів утворюють шлейфи сірки та діоксиду сірки, які здіймаються до 500 км над поверхнею. На поверхні супутника також є більш ніж 100 гір, які були підняті сильним стисненням в основі силікатної кори Іо. Деякі з цих вершин вищі за гору Еверест, найвищу точку на поверхні Землі. На відміну від більшості супутників у зовнішній Сонячній системі, які в основному складаються з водяного льоду, Іо в основному складається з силікатної породи, що оточує ядро з розплавленого заліза або сульфіду заліза. Велика частина поверхні Іо являє собою великі рівнини з покривом інею з сірки та діоксиду сірки.
Вулканізм Іо відповідає за багато її унікальних особливостей. Її вулканічні шлейфи та лавові потоки викликають великі зміни поверхні і надають характерний колір супутнику, в основному завдяки алотропам і сполукам сірки. Численні великі лавові потоки, деякі з яких мають довжину понад 500 км, також впливають на поверхню. Речовини, вивергнуті внаслідок цього вулканізму, складають тонку, плямисту атмосферу Іо, і вони також сильно впливають на природу й рівень радіації великої магнітосфери Юпітера. Вулканічні викиди Іо створюють великий, інтенсивний плазмовий тор навколо Юпітера, створюючи несприятливе радіаційне середовище на супутнику та навколо нього. Іо отримує близько 3600 берів (36 Зв) іонізуючого випромінювання на добу.

## Номенклатура

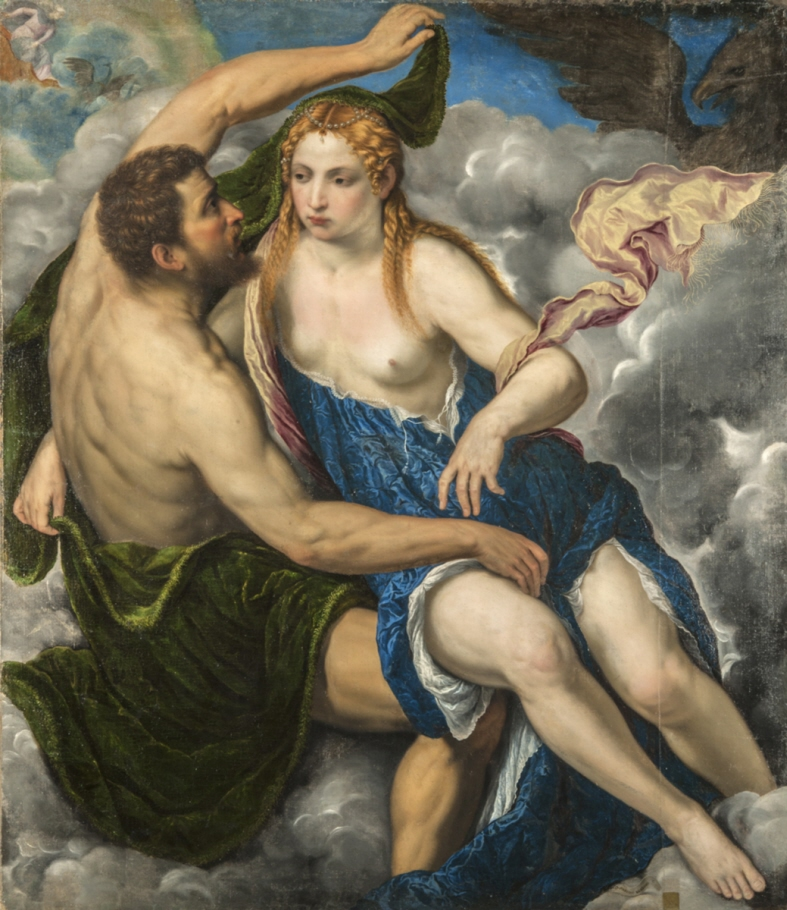
«Юпітер та Іо». Картина Паріса Бордоне (1550-і роки)

Хоча Симона Маріуса не визнали першовідкривачем галілеєвих супутників, для них прийняли назви, які дав саме він. 1614 року вийшла публікація Маріуса Mundus Iovialis anno M.DC.IX Detectus Ope Perspicilli Belgici, у якій він запропонував назви для найближчих супутників Юпітера, включаючи «Меркурій Юпітера» або першу з «Юпітеріанських планет». Він підтримав пропозицію Йоганна Кеплера, яку той зробив у жовтні 1613 року, — називати супутники цієї планети на честь коханок та коханців героя давньогрецької міфології Зевса або його римського еквівалента Юпітера. Найближчий з внутрішніх великих супутників — Іо — він назвав на честь Іо з грецької міфології. Потім ці назви, були забуті й вийшли з ужитку аж до середини XX століття. У більш ранній літературі Іо називається за планетною приналежністю з додаванням римської цифри, наприклад, «Юпітер I», або просто «перший супутник Юпітера». 
Деталі рельєфу Іо названі на честь персонажів і місцевостей з міфу про Іо, а також на честь божеств вогню, вулканів, Сонця і грози з різних міфів, і на честь персонажів та місць із  «Пекла» поеми італійського письменника Данте Аліг’єрі «Божественної комедії», що підходять для поверхні вулканічної природи. Відтоді як «Вояджер-1» досить докладно вивчив поверхню Іо, Міжнародний астрономічний союз затвердив назви 225 вулканів, гір, плато та областей з високим альбедо. Найменовані деталі рельєфу належать до таких типів: пате́ра (лат. patera) — вулканічний кратер неправильної форми, потік (fluctus) — лавовий потік, долина (vallis) — лавовий канал, еруптивний центр — місцевість, де помітні перші ознаки виверження, гора (mons), столова гора (mensa), купол (tholus), плато (planum), область (regio). Прикладами названих структур є столова гора Пана, патери Тваштара і область Колхіда.

## Історія досліджень

### Телескопічні дослідження

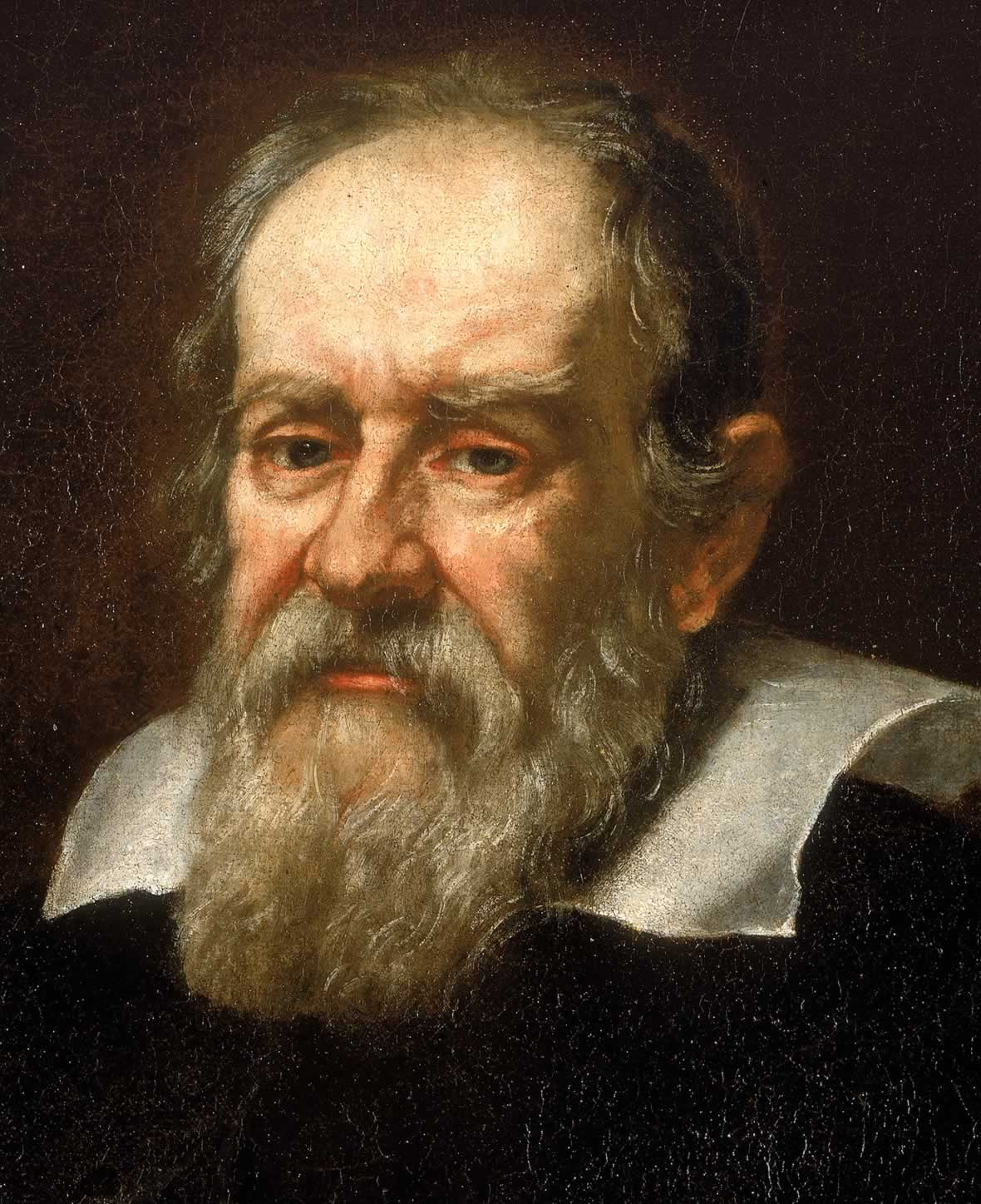
Галілео Галілей, першовідкривач Іо

Перше спостереження Іо провів Галілео Галілей 7 січня 1610 року. Він зміг побачити супутник за допомогою рефрактора з 20-кратним збільшенням, який сконструював у Падуанському університеті. Однак під час першого спостереження, через малу потужність телескопа, Галілей не зміг відокремити Іо від іншого супутника Юпітера, Європи, і позначив їх як один об'єкт. Але вже наступного дня, 8 січня 1610 року, він побачив їх окремо (цю дату і визнає Міжнародний астрономічний союз днем відкриття Іо). Відкриття Іо та інших галілеєвих супутників Галілей опублікував у роботі Sidereus Nuncius у березні 1610 року. Симон Маріус у своїй праці Mundus Jovialis, яку він опублікував 1614 року, стверджував, що спостерігав Іо та інші супутники Юпітера ще в 1609 році, за один тиждень до того, як їх відкрив Галілей. Той висловив сумніви в автентичності цих тверджень і відхилив заяву Маріуса як плагіат. Але перше зареєстроване спостереження Маріуса датоване 29 грудня 1609 року за юліанським календарем, що відповідає 8 січня 1610 року за григоріанським календарем, яким користувався Галілей. Оскільки Галілей першим опублікував роботу, то йому й приписують відкриття.
Упродовж двох наступних століть на Іо не могли розрізнити жодних деталей: супутник бачили за допомогою астрономічних телескопів лише як цятку, зоряна величина якої дорівнює 5. У XVII столітті Іо та інші галілеєві супутники слугували для різних цілей: за їх допомогою моряки визначали довготу, фізики перевіряли третій закон Кеплера про рух планет, а також визначали час, який потрібен світлу, щоб подолати відстань між Юпітером і Землею. На основі ефемерид, вимірювання яких провели такі астрономи як Джованні Кассіні та інші, П'єр-Симон Лаплас створив математичну теорію, яка пояснює орбітальні резонанси Іо, Європи і Ганімеда. Ці резонанси, як виявилося пізніше, справили величезний вплив на геологію цих трьох супутників.
Наприкінці XIX — на початку XX століть покращилася технологія створення телескопів, і з'явилися телескопи з кращою роздільною здатністю. Це дозволило астрономам побачити великомасштабні деталі на поверхні Іо. У 1890-х роках Едвард Барнард став першим астрономом, який побачив відмінності у яскравості між екваторіальною і полярною областями Іо й правильно припустив, що вони виникають через відмінності кольору і альбедо цих областей, а не через те, що Іо має яйцеподібну форму (як це запропонував астроном Вільям Пікерінг) або через те, що екваторіальна і полярна області є двома окремими об'єктами (як це спочатку запропонував Барнард). Пізніші телескопічні спостереження за поверхнею Іо підтвердили відмінність між червонувато-коричневими полярними регіонами та жовто-білою екваторіальною смугою.
Телескопічні спостереження Іо в середині XX століття почали наводити на думку про її незвичну природу. Спектрографічні спостереження показали, що, ймовірно, поверхня Іо позбавлена водяного льоду (хоча на інших галілеєвих супутниках його знайдено в достатку). Ті самі спостереження вказують на те, що на поверхні супутника переважають випари, які складаються з солей, багатих сіркою і натрієм. Радіотелескопічні спостереження Іо показали її вплив на магнітосферу Юпітера, про що свідчать сплески на декаметрових хвилях, що відбуваються з періодом, який дорівнює орбітальному періоду супутника.
14 травня 1971 року о 2:00 UTC відбулась важлива для науки подія, коли Іо покрив зорю Бета Скорпіона, що є надзвичайно рідкісною для такої яскравої зорі подією. Це дозволило в 1972 році отримати дуже якісну оцінку середнього радіуса Іо: 1818±5 км.

### «Піонер»
Першими космічними апаратами, які наблизилися до Іо, були апарати-близнюки «Піонер-10» і «Піонер-11», що пролітали біля супутника 3 грудня 1973 року і 2 грудня 1974 року відповідно. Радіоспостереження з цих місій дозволило уточнити масу Іо. Ці дані, разом з даними про її розмір, показали, що Іо має найбільшу серед галілеєвих супутників щільність і складається з силікатних порід, а не водяної криги. За допомогою «Піонерів» вдалося також помітити тонкий шар атмосфери Іо та інтенсивний радіаційний пояс біля її орбіти. Камера на борту «Піонера-11» дала єдине якісне зображення північної полярної області Іо. Детальні знімки мав зробити й «Піонер-10», але ці спостереження не вдалися через неправильну роботу апаратури за високої радіації. «Піонер-10» передав дані про інтенсивне іонізуюче випромінювання навколо Іо, що стало основою для розуміння небезпечного радіаційного середовища цього супутника. Місія «Піонер-10» тривала понад 30 років і закінчилася лише у 2003 році, коли апарат вийшов за межі Сонячної системи, що зробило його першим міжзоряним зондом NASA.

### «Вояджер»

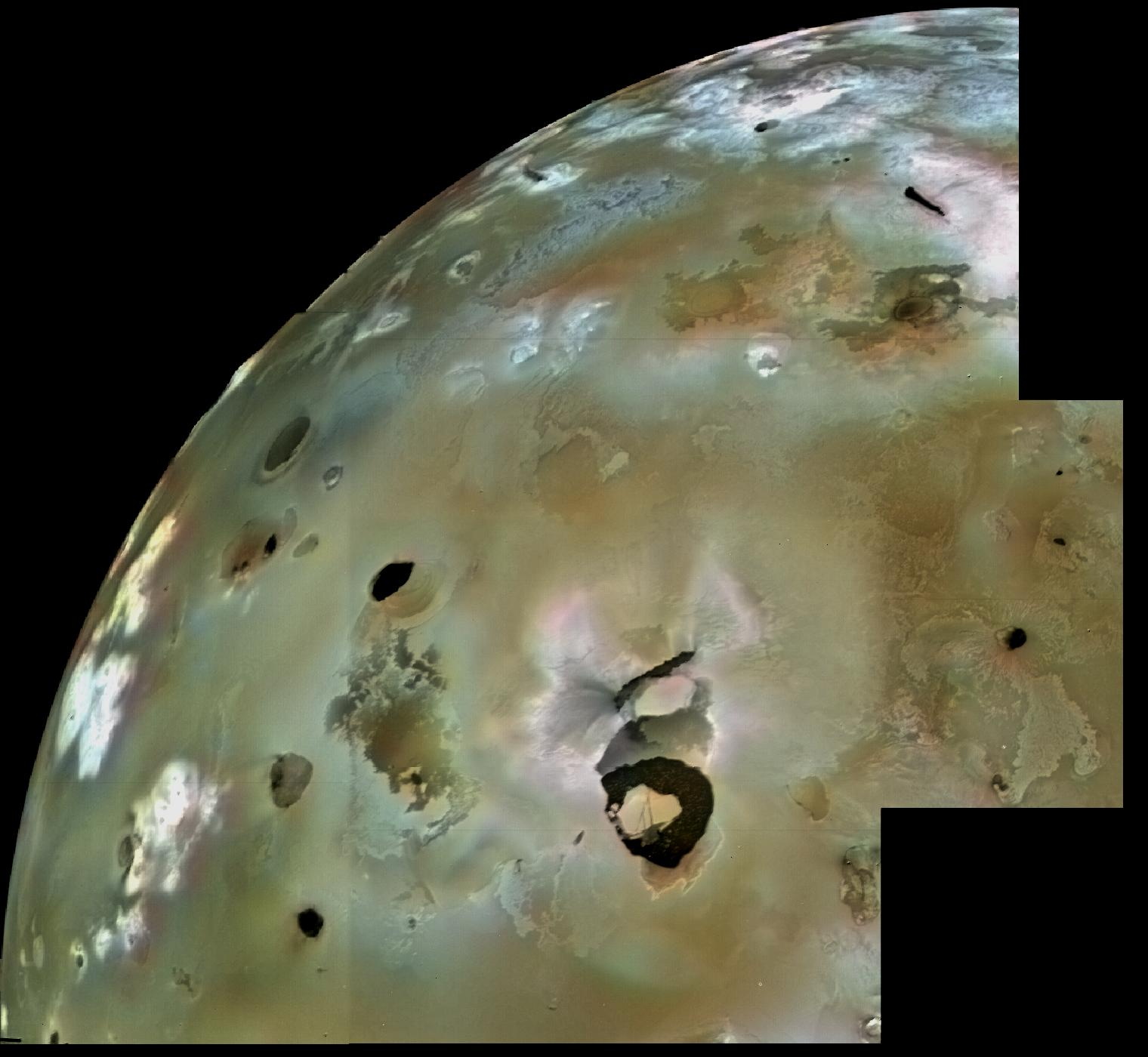
Мозаїка поверхні Іо, складена зі знімків, що їх зробив космічний апарат «Вояджер-1»

Польоти зондів-близнят «Вояджер-1» і «Вояджер-2» повз Іо в 1979 році, завдяки їхній більш досконалій системі зйомки, дали набагато детальніші зображення супутника. «Вояджер-1» пролітав повз супутник 5 березня 1979 на відстані 20 600 км. Зображення, здобуті під час цього прольоту, показали дивний різнокольоровий краєвид, позбавлений метеоритних кратерів. На знімках з високою роздільною здатністю видно відносно молоду поверхню з ямами дивної форми, горами, вищими за Джомолунгму, і речовиною, що нагадує потоки лави.
Невдовзі після прольоту «Вояджера-2» інженер навігації «Вояджера» Лінда Морабіто помітила на одному із зображень шлейф, що виходить від поверхні. Аналіз знімків з «Вояджера-1» показав наявність дев'яти таких шлейфів, що свідчить про значну вулканічну активність на Іо. Це передбачили у своїй роботі Стентон Джерролд Піл, Патрік Кассен і Р. Т. Рейнольдс незадовго до отримання знімків з «Вояджера-1». Вони обчислили, що надра Іо повинні періодично істотно нагріватися через орбітальний резонанс Іо з Ганімедом і Європою. Дані, отримані від «Вояджера-1», показали, що на поверхні Іо переважає сірка і заморожений діоксид сірки. Вони переважають і в тонкому шарі атмосфери Іо, і в торі плазми, зосередженої на її орбіті (це випливає також зі спостережень «Вояджера»).
9 липня 1979 року «Вояджер-2» пройшов поблизу Іо на відстані 1 130 000 км. І хоча цей космічний апарат не підлітав до супутника настільки близько, як «Вояджер-1», з порівняння їх знімків вдалося виявити кілька змін на поверхні, що відбулися за чотири місяці між прольотами. Крім того, спостереження за Іо як за півмісяцем під час віддалення «Вояджера-2» від системи Юпітера показали, що сім з дев'яти шлейфів, що спостерігалися в березні, проявляли активність і в липні 1979 року і лише вулкан Пеле був пасивним.

### «Галілео»

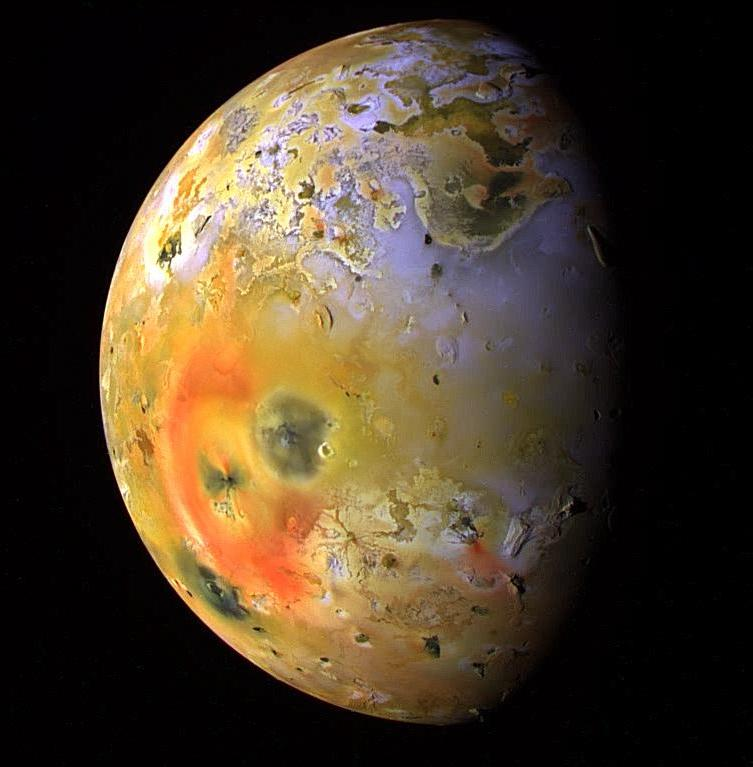
Знімок «Галілео», на якому видно велику темну пляму, окреслену червоним кільцем, яке утворилось внаслідок сильного виверження патери Піллана 1997 року

Космічний апарат «Галілео» досяг Юпітера в 1995 році (через шість років після старту з Землі). Його метою було продовження та уточнення досліджень двох «Вояджерів» і наземних спостережень минулих років. Перебування Іо в межах одного з найбільш інтенсивних радіаційних поясів Юпітера виключило можливість тривалих близьких досліджень, але «Галілео» досить близько пролетів поблизу з Іо перш ніж вийти на орбіту, потрібну для виконання свого основного завдання — дворічного докладного вивчення системи Юпітера. І хоча під час цього прольоту, що відбувся 7 грудня 1995, не було зроблено жодного знімка, він приніс значні результати: відкриття в Іо залізного ядра, подібного до ядра кам'янистих планет Сонячної системи.
Попри нестачу знімків зблизька і механічні несправності, які дуже обмежили обсяг отриманих даних, «Галілео» в ході основної місії зробив кілька суттєвих відкриттів. Він був свідком великого виверження патери Піллана й зміг підтвердити, що викиди вулканів складаються з силікатної магми, яка багата на магній і має осн́овний і ультраосн́овний склад. Віддалена зйомка Іо велася практично на кожному обороті «Галілео» під час його основної місії. Це дозволило побачити багато активних вулканів (завдяки тепловому випромінюванню магми в процесі охолодження і вулканічним шлейфам), численні гори з різноманітною морфологією і деякі зміни поверхні в проміжку між спостереженнями «Вояджер» і «Галілео», а також в проміжку між оборотами «Галілео». Максимальне зближення з Іо відбулося 17 січня 2002 року, коли «Галілео» пролітав на висоті 100 км над поверхнею.
Місію Галілео двічі продовжували — у 1997 і 2000 роках. Під час цієї продовженої місії космічний апарат пролетів повз Іо тричі наприкінці 1999 — на початку 2000 року і тричі наприкінці 2001 — на початку 2002 року. Спостереження під час цих прольотів показали геологічні процеси, що відбуваються у вулканах і горах Іо, виключили присутність магнітного поля і продемонстрували масштаби вулканічної активності.

### «Кассіні»
У грудні 2000 року космічний апарат «Кассіні» пройшов неподалік від системи Юпітера на шляху до Сатурна і робив спостереження спільно з «Галілео». Тоді вдалося виявити новий шлейф на патерах Тваштара і краще зрозуміти полярне сяйво Іо. Крім того, «Кассіні» здобув нові дані про плазмовий тор, який формує Іо, за допомогою свого чутливого ультрафіолетового спектрометра. Тор складається з іонізованих атомів і молекул сірки з домішками інших речовин. Меридіональний перетин тора має форму еліпса зі співвимірними осями.

### «Нові горизонти»

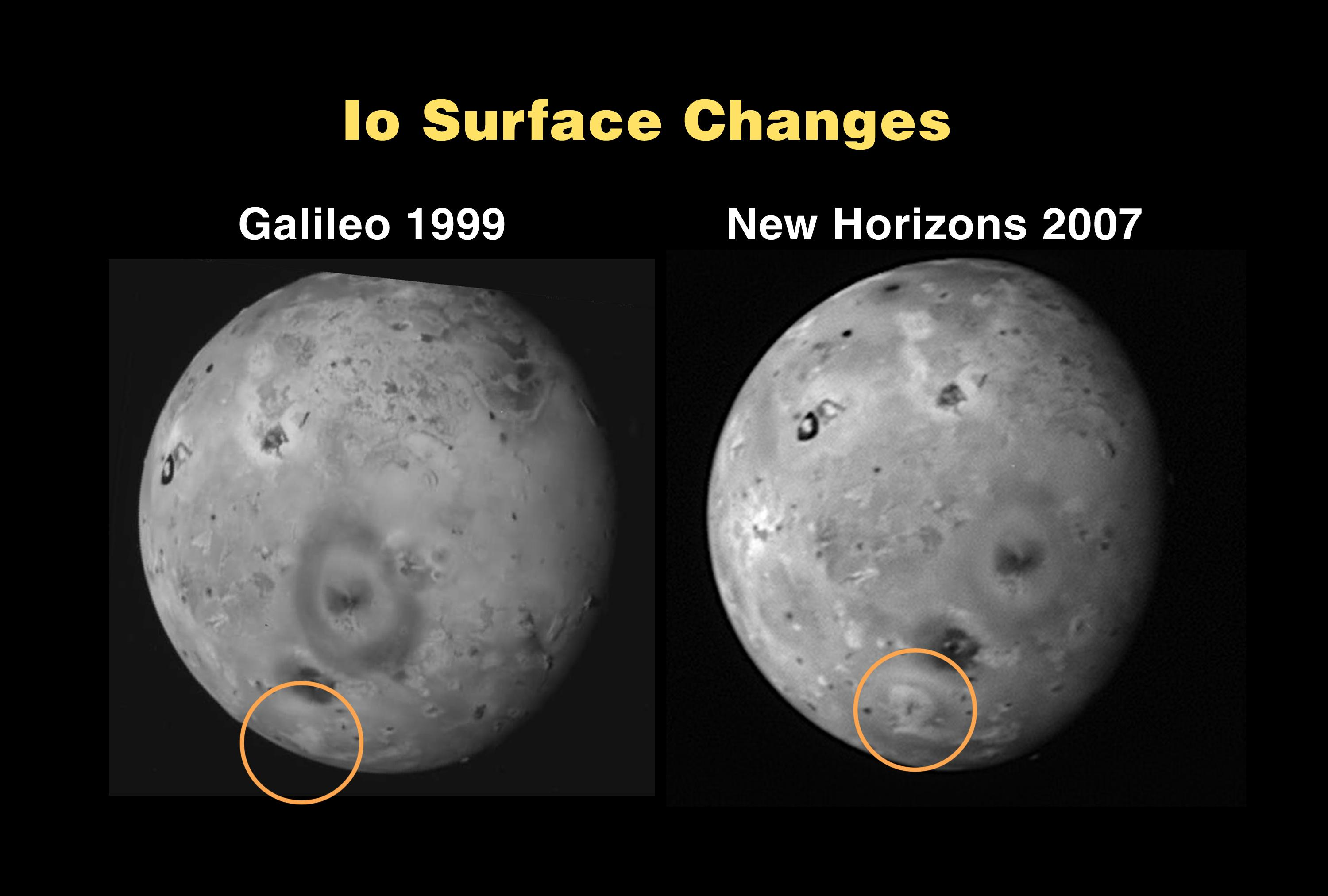
Зміни поверхні Іо між вивченням її космічними апаратами «Галілео» і «Нові горизонти»

Відтоді, як 21 вересня 2003 року місія «Галілео» завершилась, і апарат згорів у атмосфері Юпітера, спостереження за Іо велися лише за допомогою наземних і космічних телескопів. Зокрема, можна виділити знімки, зроблені за допомогою адаптивної оптики в обсерваторії Кека на Гаваях. Також знімки телескопа Габбл дозволяють вченим стежити за активними вулканами на Іо навіть без допомоги космічних апаратів у системі Юпітера.
28 лютого 2007 року місії спостереження за супутником відновились, коли космічний апарат «Нові горизонти» на шляху до Плутона і поясу Койпера пролітав повз систему Юпітера, зокрема Іо. Під час прольоту зроблено безліч віддалених спостережень за Іо. Серед них знімки великого шлейфу на вулкані Тваштара, які, разом із спостереженнями за шлейфом вулкана Пеле в 1979 році, дали можливість вести перші детальні спостереження за одним з найбільших вулканічних шлейфів на Іо. КА «Нові горизонти» також зміг зробити знімок вулкана поблизу патери Гірру на ранніх стадіях виверження і кілька вивержень вулканів, які відбулися від часу завершення місії «Галілео».

### «Юнона»
«Юнона» не призначена для вивчення супутників Юпітера зблизька, як космічні апарати «Галілео» або «Вояджер», і її місія більше зосереджена на самому Юпітері. Попри це, КА «Юнона» робить важливі спостереження на відстані, використовуючи JunoCam, ширококутну камеру у видимому світлі, щоб шукати вулканічні шлейфи, і JIRAM, спектрометр і тепловізор ближнього інфрачервоного діапазону, для моніторингу теплового випромінювання від вулканів Іо. Спектроскопія ближнього інфрачервоного діапазону JIRAM дозволяє проводити картографування інею з діоксиду сірки по всій поверхні Іо. А також за допомогою спектроскопії вдалось з'ясувати, що спектральні лінії поглинання на Іо в 2,1 і 2,65 мкм не пов'язані з діоксидом сірки, натомість, можливо, пов'язані з транспортуванням певних летких речовин.
2011 року НАСА запустило КА «Юнона», який вийшов на орбіту навколо Юпітера 5 липня 2016 року. Місія «Юнони» в першу чергу зосереджена на покращенні розуміння внутрішньої будови, магнітного поля, полярних сяйв та полярної атмосфери Юпітера. 54-денна орбіта Юнони дуже нахилена та ексцентрична, щоб краще охарактеризувати полярні регіони Юпітера та обмежити вплив його внутрішніх радіаційних поясів, обмежуючи близькі зустрічі з супутниками Юпітера. Найближче зближення з Іо під час місії відбулося в лютому 2020 року на відстані 195 тисяч км. Розширена місія «Юнони», розпочата в червні 2021 року, дозволила наблизитися до галілеєвих супутників Юпітера завдяки орбітальній прецесії «Юнони». Після серії ближчих прольотів біля Іо у 2022 та 2023 роках, «Юнона» виконала пару близьких прольотів 30 грудня 2023 року та 3 лютого 2024 року, обидва з висотою у 1,500 кілометрів від поверхні.

### Майбутні місії
Заплановано дві місії для дослідження системи Юпітера: JUICE та Europa Clipper. Jupiter Icy Moon Explorer (JUICE) — це місія Європейського космічного агентства до системи Юпітера, яка має опинитися на орбіті Ганімеда. JUICE був запущений у квітні 2023 року, а прибуття до Юпітера заплановано на липень 2031 року. Він не пролітатиме повз Іо, натомість спостерігатиме вулканічну активність Іо та вимірюватиме склад поверхні. Europa Clipper — це місія НАСА до системи Юпітера, орієнтована на супутник Юпітера Європу. Як і JUICE, Europa Clipper не виконає жодних прольотів повз Іо, але можливий віддалений моніторинг вулканів. Місія Europa Clipper стартувала у жовтні 2024 року, а прибуття до Юпітера очікується у 2030 році.

## Внутрішня будова

### Внутрішня структура

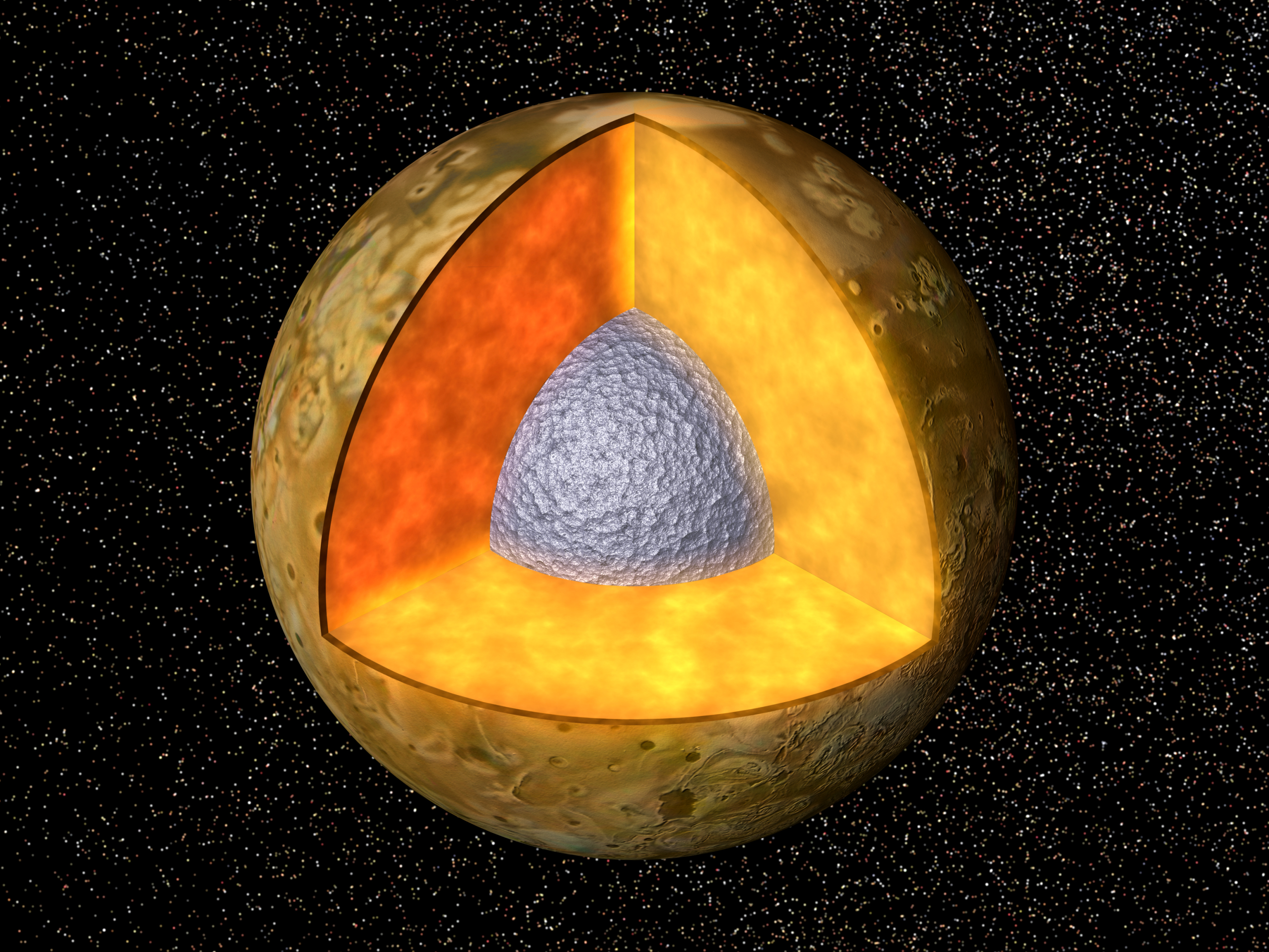
Модель можливої внутрішньої будови Іо з ядром, що складається із заліза або сульфіду заліза (виділено сірим кольором), силікатною корою (виділено коричневим) і частково розплавленою силікатною мантією між ними (виділено помаранчевим)

Іо складається переважно з силікатних порід і заліза, тому вона ближча за складом до планет земної групи, ніж до інших супутників у зовнішній частині Сонячної системи (які складаються головним чином з водяного льоду і силікатів). Щільність Іо дорівнює 3,5275 г/см3, що більше, ніж в інших галілеєвих супутників і Місяця. Завдяки цьому Іо посідає перше місце за щільністю серед супутників у Сонячній системі. Моделі, які складені за виміряними «Вояджерами» і «Галілео» масою, радіусом і коефіцієнтами гравітаційного квадруполя (числа, що описують розподіл маси в межах об'єкта), вказують на те, що Іо розшарована на ядро із заліза або сульфіду заліза і кору з мантією, які багаті на силікати. Металеве ядро становить приблизно 20 % маси Іо. Радіус ядра залежить від вмісту сірки: якщо воно складається з чистого заліза, його радіус перебуває в межах від 350 до 650 км, а якщо воно складається зі сполук заліза і сірки — в межах від 550 до 900 км. Магнітометр «Галілео» не виявив у Іо власного магнітного поля, а це вказує на те, що в її залізному ядрі немає конвекції.

Будова Іо

Моделювання внутрішнього складу Іо показує, що мантія складається принаймні на 75 % з багатого на магній мінералу форстериту, а її склад подібний до складу метеоритів L-хондритів і LL-хондритів. Відношення концентрацій заліза і кремнію там вище, ніж на Місяці або Землі, але нижче, ніж на Марсі. Підтримка теплового потоку, що спостерігається на Іо, вимагає, щоб 10-20 % мантії були в розплавленому вигляді, хоча в областях, де наявний високотемпературний вулканізм, частка розплавленої речовини може бути більшою. Однак повторний аналіз даних магнітометра «Галілео» у 2009 році показав наявність на Іо індукованого магнітного поля, для якого потрібен океан магми на глибині 50 км. Наступне дослідження, опубліковане 2011 року, надало прямі докази існування такого океану. Товщину цього шару оцінюють у 50 км, і він становить близько 10 % мантії Іо. Температура там досягає приблизно 1 200 °C. Невідомо, чи сумісне це 10-20-відсоткове плавлення з умовою значної кількості розплавлених силікатів у цьому ймовірному океані магми. Товщина утвореної інтенсивним вулканізмом літосфери Іо, що складається з базальту та сірки, становить не менш як 12 км і, ймовірно, не більш ніж 40 км.

### Припливне нагрівання
Найбільш імовірним джерелом внутрішнього тепла Іо (на відміну від Землі й Місяця) вважають припливний розігрів надр супутника внаслідок орбітальних резонансів Іо з Європою і Ганімедом, а не радіоактивний розпад. Такий розігрів залежить від відстані між Іо і Юпітером, ексцентриситету її орбіти, складу і фізичних характеристик надр супутника. Орбітальний резонанс з Європою і Ганімедом підтримує ексцентриситет Іо та запобігає округленню орбіти Іо, яке інакше відбувалося б через дисипацію припливної енергії. Орбітальний резонанс підтримує і поточний радіус орбіти Іо (інакше припливи на Юпітері змушували б Іо повільно віддалятися від нього). Зміна висоти припливного горба Іо між перицентром та апоцентром може досягати 100 м. Тертя при цих переміщеннях створює в надрах Іо припливний розігрів, а він підтримує в розплавленому стані істотну частину мантії і ядра супутника. Це уможливлює вулканічну активність. Припливний розігрів дає приблизно у 200 разів більше тепла, ніж радіоактивний розпад. Оцінки, зроблені на основі вимірів теплового потоку з «гарячих» областей Іо, показали, що потужність припливного розігріву може досягати 0,6—1,6×108 МВт, що на два порядки перевищує сумарну потужність, яку споживає людство (2×106 МВт). Моделі орбіти Іо показують, що потужність припливного розігріву надр Іо змінюється з часом, і поточний тепловий потік не репрезентативний для довгострокової перспективи.
Хоча існує загальна згода щодо того, що джерелом тепла, яке проявляється в багатьох вулканах Іо, є приливне нагрівання від гравітації від Юпітера та його супутника Європи, вулкани не знаходяться в положеннях, які передбачалося при приливному нагріванні. Вони зміщені на 30—60 градусів на схід. Згідно з дослідженням 2015 року, є припущення, що цей східний зсув може бути спричинений океаном розплавлених порід під поверхнею. Рух цієї магми генеруватиме додаткове тепло через тертя, яке спричинене її в'язкістю. Автори дослідження вважають, що цей підповерхневий океан є сумішшю розплавленої та твердої породи.

## Орбіта й обертання

Анімація, що демонструє резонанс Лапласа Іо з Європою і Ганімедом

Орбіта Іо розташована на відстані 421 700 км від центру Юпітера і за 350 000 км від верхнього шару її хмар. Іо — п'ятий за віддаленістю від Юпітера його супутник і найближчий з галілеєвих супутників. Її орбіта пролягає між Тебою і Європою. Іо потрібно 42,5 години, щоб зробити повний оберт навколо Юпітера (це достатньо швидко, щоб її рух був помітний за одну ніч спостережень). Іо перебуває в орбітальному резонансі 2:1 з Європою і 4:1 з Ганімедом, тобто встигає обернутися навколо Юпітера двічі за час одного оберту Європи, і 4 рази — за час одного оберту Ганімеда. Такий резонанс підтримує ексцентриситет орбіти Іо (0,0041), який, своєю чергою, є основною причиною високої геоактивності супутника. Без такого резонансу орбіта Іо закруглилась би через припливне прискорення й супутник не був настільки геологічно активний.
Як інші галілеєві супутники, а також Місяць, Іо — синхронний супутник: одна з її півкуль завжди звернена до Юпітера. На цьому ґрунтується система визначення довгот на Іо. Нульовий меридіан перетинає екватор у суб'юпітеріальній (найближчій до Юпітера) точці. Півкуля, що завжди обернена в бік Юпітера, називається суб'юпітеральною, тоді як протилежна їй півкуля — антиюпітеріальною. Півкуля, що спрямована в бік руху супутника по орбіті, називається ведучою, а протилежна — веденою.

## Поверхня

Мапа поверхні Іо

За аналогією з давньою поверхнею Місяця, Марса та Меркурія вчені очікували побачити на перших зображеннях Іо, які зробив «Вояджер-1», численні метеоритні кратери, концентрація яких дозволила б оцінити вік поверхні. Але натомість на зображеннях було видно гладкі рівнини, всіяні високими горами, потоками лави та ямами різних форм і розмірів. На відміну від більшості інших космічних об'єктів, поверхня Іо покрита безліччю різнокольорових речовин, здебільшого модифікаціями і сполуками сірки. Мала кількість метеоритних кратерів показує, що поверхня Іо, як і поверхня Землі, геологічно молода. Кратери на супутнику швидко покриваються вулканічними викидами. Ці висновки були підтверджені щонайменше дев'ятьма активними вулканами, що спостерігалися «Вояджером-1».
Окрім вулканів на Іо є невулканічні гори, в'язкі лавові потоки, що досягають довжини в сотні кілометрів, озера розплавленої сірки та кальдери, глибина яких сягає кількох кілометрів. 2012 року складено повну геологічну мапу Іо, для якої використані зображення з різною деталізацією, що за допомогою комп'ютера склеєні в єдину мозаїку з роздільною здатністю 1 км на піксель. Мапу складали 6 років. Очолив проєкт Девід Вільямс (англ. David Williams) з університету Аризони. Дослідники також склали онлайн базу даних по Іо, що включає не лише нову геологічну мапу, але й численні знімки з космічних апаратів і дані низки інших вимірювань.

### Склад поверхні
Кольоровість поверхні, спричинена інтенсивною активністю вулканів, які вивергають різні речовини. Серед них — силікати (наприклад, ортопіроксен), сірка і діоксид сірки. Іній з діоксиду сірки покриває майже всю поверхню Іо, надаючи великим областям білий або сірий колір. На багатьох ділянках супутника видно й сірку завдяки її жовтому або жовто-зеленому кольору. У середніх і високих широтах радіація розбиває зазвичай стійкі восьмиатомні циклічні молекули сірки S8, і внаслідок цього полярні області Іо мають червоно-коричневий колір.
Вулканізм, який часто створює шлейфи вулканічного попелу, що утворюють фігури неправильної форми, забарвлює поверхню силікатами та сполуками сірки. Опади цих шлейфів часто мають червоний або білий колір (залежно від вмісту сірки та її діоксиду). Зазвичай шлейфи, що утворені в жерлі вулкана внаслідок дегазації лави, містять більшу кількість S2 і дають червоні опади, що випадають віялом або, у виняткових випадках, великими (часто радіусом понад 450 км) кільцями. Яскравий приклад червоного кільця з опадів шлейфу можна побачити навколо вулкана Пеле. Цей червоний осад складається здебільшого з сірки (переважно 3- і 4-атомних молекул сірки), двоокису сірки та, ймовірно, сульфурил хлорида. Шлейфи, що утворені на межах потоків силікатної лави, дають білі або сірі опади (продукт взаємодії цієї лави з сіркою і двоокисом сірки, які лежать на поверхні).
Картування складу і висока щільність Іо вказують на те, що на супутнику практично немає води, хоча там орієнтовно ідентифіковані невеликі кишені водяного льоду або гідратованих мінералів (насамперед на північно-західному боці гори Гіш Бар). Цей брак води, ймовірно, пов'язаний з тим, що за часів формування Сонячної системи Юпітер був досить гарячим, щоб такі леткі речовини, як вода, випарувалися з околиць Іо (хоча й не дуже гарячим, щоб так сталося і на більш віддалених супутниках).

### Вулканізм Іо

П'ятикадрова послідовність зображень зонда «Нові горизонти», що ілюструє виверження матерії вулкану Тваштар на 330 км над поверхнею Іо.

Для Іо характерний розвинений вулканізм, найінтенсивніший у всій Сонячній системі. Приливне нагрівання, викликане ексцентриситетом орбіти Іо, зробило її найбільш вулканічно активним супутником у Сонячній системі, з великою кількістю вулканічних об'єктів. Під час великого виверження можуть утворюватися лавові потоки десятки або навіть сотні кілометрів завдовжки, що складаються переважно з базальтових силікатних лав з мафічним або ультрамафічним складом, багатим на магній. Побічні продукти цього процесу як то сірка, діоксид сірки та силікатний пірокластичний матеріал (наприклад, попіл) викидаються на відстань до 200 км у космос, утворюючи великі шлейфи у формі парасольки, надаючи червоний, чорний та білий кольори навколишньому середовищу, та забезпечуючи неоднорідну атмосферу Іо та велику магнітосферу Юпітера речовинами.

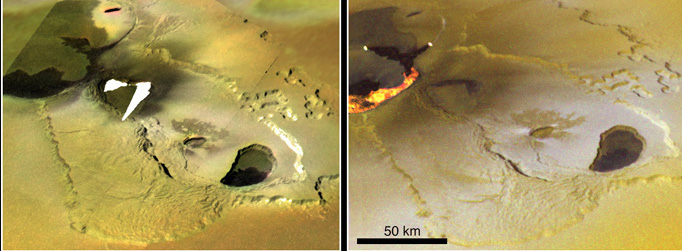
Потоки лави у вулканічному регіоні Патери Тваштара (білим кольором представлено насичені ділянки з оригіналу). Зображення отримані з Галілео у листопаді 1999 року та лютому 2000 року.

На поверхні Іо є багато вулканічних западин, відомих як «патери», які зазвичай мають плоске дно, обмежене крутими стінами. Ці особливості нагадують наземні кальдери, але невідомо, чи вони утворюються через обвал над спорожнілою лавовою западиною, як кальдери. Одна з гіпотез припускає, що ці особливості утворюються в результаті ексгумації вулканічних сіллів, а матеріал, що знаходиться вище, або вибухає, або інтегрується в сілли. Приклади патер на різних етапах ексгумації були нанесені на карту з використанням зображень «Галілео» регіону Чаак-Камакстлі. На відміну від подібних об'єктів на Землі та Марсі, ці западини зазвичай не лежать на вершині щитових вулканів і зазвичай більші, із середнім діаметром в 41 км, найбільшою з яких є Патера Локі (202 км). Локі також стабільно є найсильнішим вулканом на Іо, на який припадає в середньому 25% усього виділення тепла Іо. Яким би не був механізм формування, морфологія і розподіл патер свідчать про те, що ці особливості мають контрольовану структуру, адже вони принаймні наполовину обмежені розломами або горами. Ці об'єкти часто є місцем вивержень вулканів, або потоків лави, що поширюються по дну патери, як при виверження в Гіш-Бар-Патери 2001 року, або лавових озер. Лавові озера на Іо мають або постійну лавову кору, як у Пеле, або періодичну кору, як у Локі.
Лавові потоки — це вулканічні місцевості на Іо, де магма вивергається на поверхню з жерл на дні патер або на рівнинах з тріщин, утворюючи надуті складні потоки лави. Вони подібні до тих, що спостерігаються в Кілауеа на Гаваях. Зображення з космічного апарата «Галілео» показали, що багато великих лавових потоків Іо, таких як потоки у вулканах Прометея та Амірані, утворюються внаслідок накопичення невеликих проривів лавових потоків поверх старіших потоків. Більші викиди лави також спостерігалися на Іо. Наприклад, передній край потоку Прометея перемістився на 75-95 км за проміжок між місією «Вояджера» у 1979 році та першими спостереженнями «Галілео» у 1996 році. Велике виверження 1997 року призвело до утворення понад 3500 км2 свіжої лави і затопило дно прилеглої Патери Піллан.
Аналіз знімків «Вояджера» наштовхнув вчених на припущення, що ці потоки складалися переважно з різних сполук розплавленої сірки. Однак подальші інфрачервоні дослідження на Землі та вимірювання космічного апарата «Галілео» вказують на те, що ці потоки складаються з базальтової лави з мафічним та ультрамафічним складом. Ця гіпотеза базується на вимірюваннях температури в «гарячих точках» Іо, або місцях з тепловим випромінюванням, які припускають температуру щонайменше 1300 K, а деякі навіть 1 600 K. Початкові оцінки, які припускали, що температура виверження наближається до 2000 K, виявилися завищеними, оскільки для моделювання температур були використані неправильні теплові моделі.
Виявлення шлейфів на вулканах Пеле і Локі стало першою ознакою того, що Іо геологічно активна. Як правило, ці шлейфи утворюються, коли леткі речовини, такі як сірка та діоксид сірки, викидаються в космос з вулканів Іо зі швидкістю, що досягає 1 км/с, створюючи хмари газу та пилу у форму парасольки. Додаткові речовини, які можна знайти у цих вулканічних шлейфах, включають натрій, калій і хлор. Вважається, що ці шлейфи утворюються одним із двох способів. Найбільші шлейфи Іо, такі як ті, що вивергає Пеле, утворюються, коли розчинена сірка та діоксид сірки вивільняються внаслідок виверження магми у вулканічних жерлах або лавових озерах, часто тягнучи за собою силікатні пірокластичні речовини. Ці шлейфи утворюють на поверхні червоні (з сірки) та чорні (з силікатної пірокластики) відкладення. Шлейфи, утворені таким чином, є одними з найбільших, що спостерігаються на Іо, утворюючи червоні кільця діаметром понад 1000 км. Прикладами цього типу шлейфу є патери Пеле, Тваштара і Дажбога. Інший тип шлейфу утворюється, коли потоки лави, що насуваються, випаровують іній діоксиду сірки, відправляючи сірку в космос. Цей тип шлейфу часто утворює яскраві круглі відкладення, що складаються з діоксиду сірки. Ці шлейфи часто мають висоту менше 100 км і є одними з найбільш тривалих шлейфів на Іо. Прикладами є патери Прометея, Амірані та Масубі. Вивержені сірчисті сполуки концентруються у верхній частині кори внаслідок зменшення розчинності сірки на більших глибинах у літосфері Іо і можуть бути визначальним фактором для характеру виверження.
На початку 2023 року, вчені Планетологічного інституту США (англ. Planetary Science Institute), за допомогою наземного телескопа зафіксували один із найбільших епізодів вулканічної активності на супутнику Іо, який тривав близько пів року. В ході спостереження було зафіксовано понад 400 активних вулканів
У вересні 2024 року, на науковому конгресі Europlanet Science Congress (EPSC), що відбувся у Берліні, Німеччина, було представлено останні зображення високої роздільної здатності, зроблені інструментом JunoCam під час місії «Юнона», які показали нещодавно утворений вулкан на Іо. Вулкан оточений численними великими потоками лави та навколишніми вулканічними відкладеннями, що охоплюють площу приблизно 180 на 180 км.

### Гори

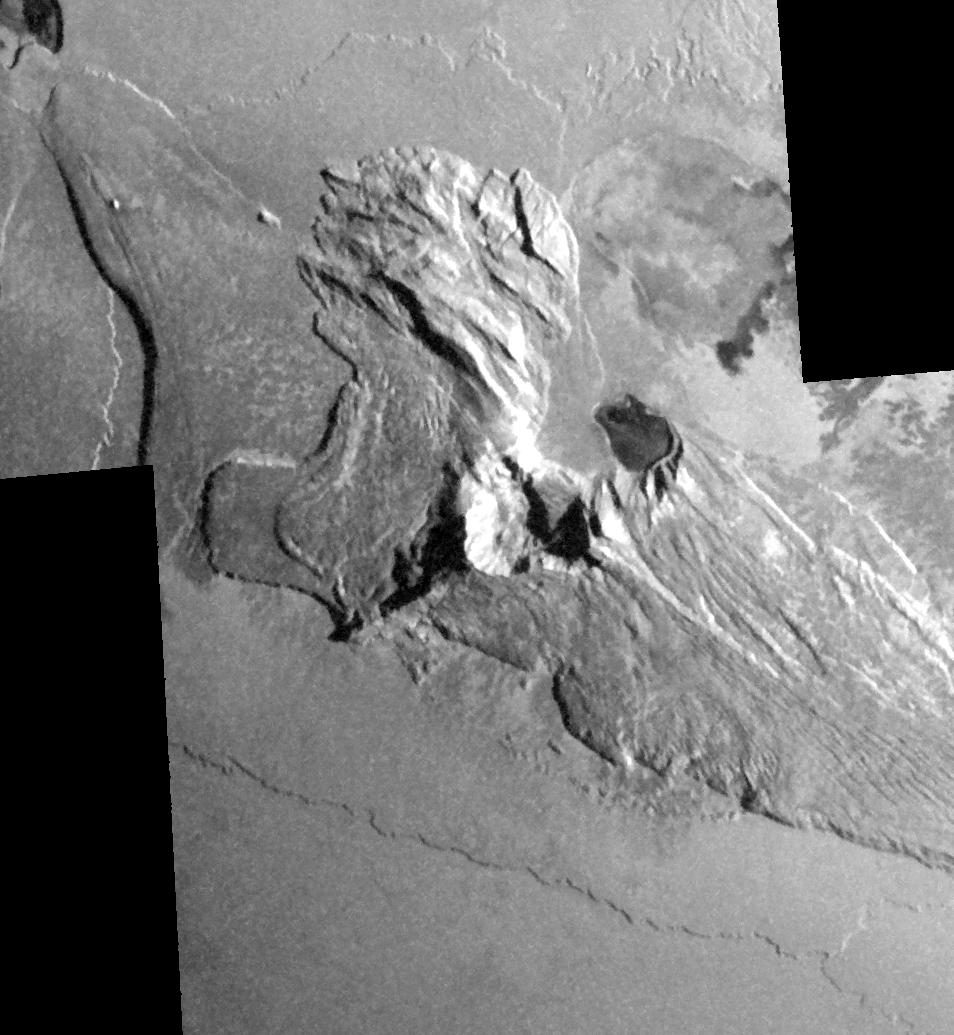
Гора заввишки 8,8 км. Фото космічного апарата «Галілео»

На Іо налічується 100—150 гір. Середня їх висота — 6 км, а максимальна — 17,5±1,5 км (у гори Південна Боосавла). Часто гори являють собою великі (з середньою довжиною 157 км) ізольовані геологічні структури. Глобальних тектонічних структур, таких як на Землі, не видно. Величезний розмір гір свідчить про те, що вони складаються здебільшого з силікатних порід, а не з сірки.
Попри значний вулканізм, що визначає поверхню Іо, походження майже всіх її гір не вулканічне. Більшість з них утворюється внаслідок механічних стискань у літосфері, які підіймають і часто нахиляють частини кори Іо, насуваючи їх одну на одну. Тиск, що веде до утворення гір, — результат безперервного осідання вулканічних речовин. Глобальний розподіл гір по поверхні Іо, судячи з усього, протилежний розподілу вулканічних структур — в областях з найменшою кількістю вулканів багато інших гір і навпаки. Це вказує на наявність в атмосфері Іо великих областей, в деяких з яких відбувається стиснення (що формує гори), а в іншому — розширення (сприятливе для утворення патер). Однак в окремих областях гори й пантери розташовані близько одне до одного. Це можна пояснити тим, що магма часто досягає поверхні через розломи, утворені під час формування гір.
Гори Іо (як і взагалі геологічні структури, що підносяться над рівнинами) мають різні форми. Найпоширеніша серед них — «плануми», котрі нагадують великі столові гори з пласкою вершиною з нерівною поверхнею. Решта гір — нахилені блоки кори Іо з пологим схилом (утвореним з пласкої поверхні) і крутим обривом, де на поверхню виходять шари, які раніше залягали глибоко. У обох типів гір часто зустрічаються круті ескарпи уздовж одного або декількох країв. Лише деякі гори на Іо мають вулканічне походження. Вони нагадують маленькі щитові вулкани з крутими схилами (6—7°) поблизу їх невеликої кальдери і більш пологими схилами по краях. Вулканічні гори невеликі, вони досягають у середньому лише 1—2 км заввишки та 40—60 км завширшки. Морфологія деяких інших структур (де з центральної патери виходять тонкі потоки, як у патер Ра) свідчить про те, що це теж щитові вулкани, але з дуже пологими схилами.
Практично всі гори на Іо перебувають на деякій стадії руйнування. Біля їх підніжжя поширені великі зсуви. Осипання — основний фактор руйнування гір. Для столових гір і плато Іо звичайні зубчасті краї, які утворюються через вивітрювання діоксиду сірки, що створює слабкі місця уздовж краю гір.

## Атмосфера

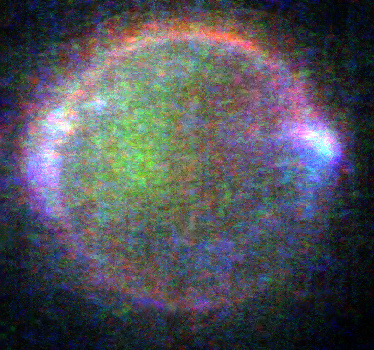
Полярне сяйво у верхніх шарах атмосфери Іо. Різними кольорами світяться різні компоненти атмосфери. Зображення зроблене під час затемнення на Іо

Іо має дуже тонку атмосферу, що складається переважно з діоксиду сірки (SO2) з незначним вмістом монооксиду сірки (SO), хлориду натрію (NaCl) і атомарних сірки і кисню. Щільність і температура атмосфери істотно залежать від часу доби, широти, вулканічної активності та кількості поверхневого інею. Максимальний атмосферний тиск на Іо коливається від 0,33×10−4 до 3×10−4 Па або від 0,3 до 3 нбар. Він спостерігається на антиюпітеріальній півкулі Іо й уздовж екватора, а іноді — на початку другої половини дня, коли температура поверхні досягає максимуму. Були помічені й піки тиску у вулканічних шлейфах, де він становив 5×10−4—40×10−4 Па (5—40 нбар). Найнижчий атмосферний тиск спостерігається на нічній стороні супутника, де він падає до величин 0,1×10−7—1×10−7 Па (0,0001—0,001 нбар). Температура атмосфери Іо коливається в межах від температури поверхні на малих висотах, де газоподібний діоксид сірки перебуває в рівновазі з інеєм, до 1800 К на великих висотах, де низька щільність уможливлює нагрів від заряджених частинок у плазмовому торі Іо і нагрів Джоуля від струмової трубки Іо. Низький тиск обмежує вплив атмосфери на поверхню, за винятком тимчасового перерозподілу діоксиду сірки між багатими і бідними на іній областями та розширення розмірів областей опадів вулканічних шлейфів, коли вулканічні викиди падають у щільнішу денну атмосферу.
Газ з атмосфери Іо зганяється в магнітосферу Юпітера, випаровуючись або в нейтральну хмару, що оточує Іо, або в плазмовий тор (кільце іонізованих частинок), який перебуває на орбіті Іо, але обертається спільно з магнітосферою Юпітера. За допомогою цього процесу кожної секунди з атмосфери Іо видаляється близько тонни газу і, отже, він повиннен поповнюватися з тією ж швидкістю. Основне джерело діоксиду сірки — вулканічні викиди. Вони закачують в атмосферу Іо в середньому 10 тонн діоксиду сірки на секунду, але більша частина цих викидів випадає назад на поверхню. Атмосферний оксид сірки перебуває в газоподібному вигляді здебільшого внаслідок нагріву інею сонячним світлом і його сублімації. Атмосфера на денній стороні переважно зосереджена в межах 40° від екватора, де поверхня найтепліша, а вулканічні викиди найактивніші. Існування атмосфери внаслідок сублімації узгоджується з тим, що щільність атмосфери максимальна на антиюпітеріальній півкулі Іо, де найбільше інею SO2, і з тим, що ця щільність збільшується при наближенні Іо до Сонця. Однак певний внесок в атмосферу роблять і вулканічні викиди, оскільки найвища її щільність спостерігається біля жерл вулканів. Оскільки тиск діоксиду сірки в атмосфері тісно пов'язаний з поверхневою температурою, атмосфера Іо деякою мірою руйнується вночі або коли супутник перебуває в тіні Юпітера. Деградацію атмосфери під час затемнення істотно ускладнює утворення над поверхнею дифузійного шару несконденсованого газу (монооксиду сірки), але все ж атмосферний тиск на нічній стороні Іо на два-чотири порядки менший, ніж у максимумі відразу після полудня. Другорядні складники атмосфери Іо (такі як хлорид натрію, оксид сірки, оксиген і сірка) надходять з вулканічних викидів або внаслідок фотолізу діоксиду сірки (розпаду, викликаного сонячним ультрафіолетовим випромінюванням), або в процесі руйнування поверхневих відкладень зарядженими частинками з магнітосфери Юпітера.
На зображеннях Іо, зроблених високочутливими камерами під час затемнення супутника, видно полярні сяйва. Як і на Землі, ці сяйва викликані радіацією, яка діє на атмосферу, але у випадку Іо заряджені частинки прибувають по лініях магнітного поля Юпітера, а не від сонячного вітру.  Іо не має власного магнітного поля, тому заряджені частинки, які рухаються вздовж магнітного поля Юпітера, безперешкодно впливають на атмосферу супутника. Найяскравіші полярні сяйва виникають поблизу екватора — там, де лінії магнітного поля паралельні до поверхні супутника і, отже, перетинають велику товщу газу. Полярні сяйва в цих областях коливаються залежно від змін орієнтації нахиленого магнітного диполя Юпітера. Крім екваторіальних, наявні й інші полярні сяйва (теж видимі на зображенні вище): червоне свічення атомів кисню вздовж лімбу Іо і зелене свічення атомів натрію на її нічній стороні.

## Взаємодія з магнітосферою Юпітера

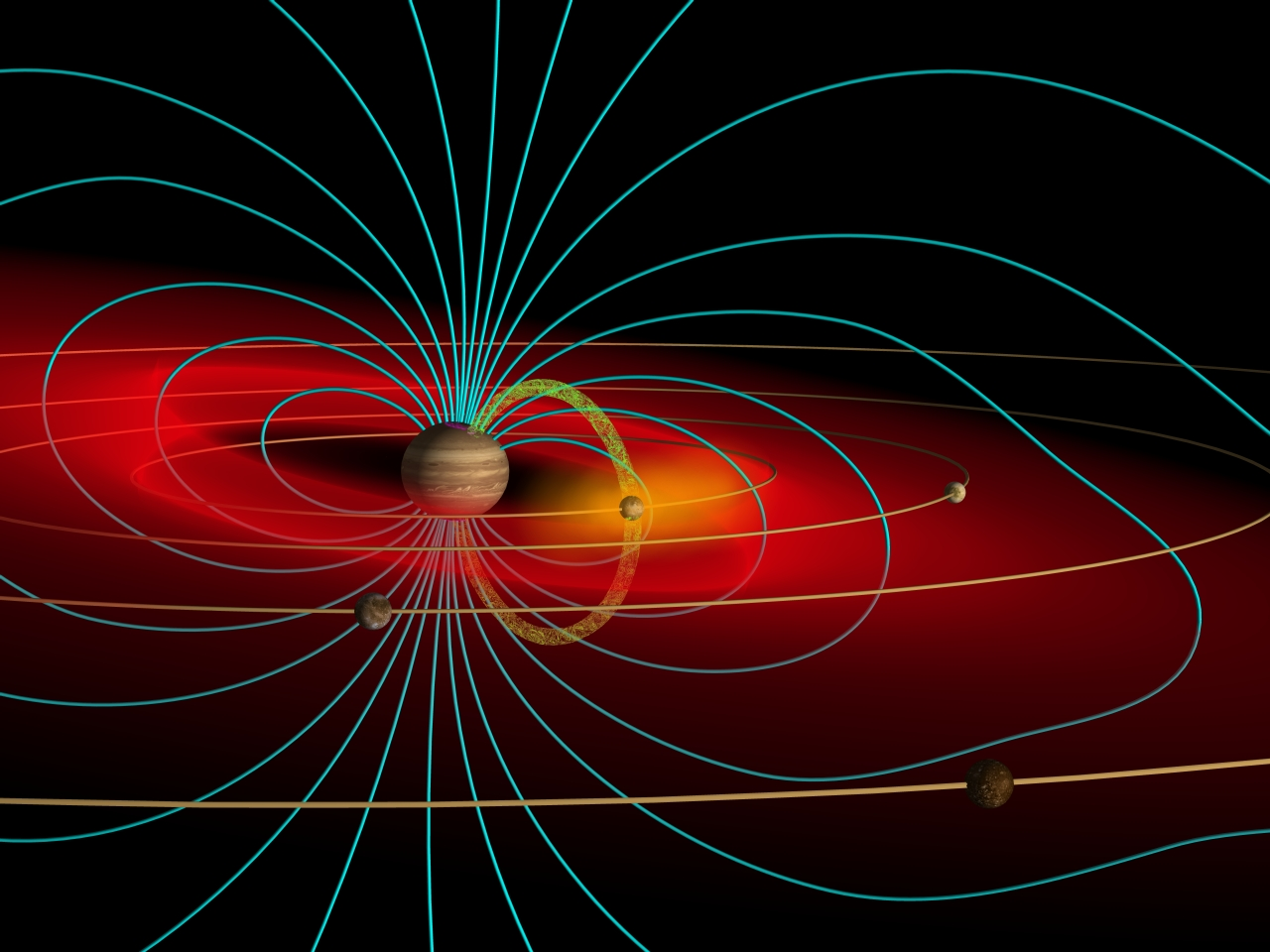
Схема магнітосфери Юпітера і впливу Іо (біля центру зображення): плазмовий тор (червоне), нейтральна хмара (жовте), потокова трубка (зелене) і лінії магнітного поля (блакитне)

Іо перетинає магнітне поле Юпітера, діючи як електричний генератор, через що може створювати електричний струм в 3 мільйони ампер напругою 400 тисяч вольт, який вивільняє іони, які дають Юпітеру магнітне поле, роздуте більш ніж удвічі більше, ніж воно мало б в іншому випадку. Магнітосфера Юпітера вбирає в себе гази і пил з тонкої атмосфери Іо зі швидкістю 1 тонна на секунду. Ця матерія переважно складається з йонізованих та атомарних сірки, кисню і хлору; атомарних натрію і калію; молекулярних діоксиду сірки та сірки; а також пилу хлориду натрію. Вони викидаються вулканами Іо, потрапляють в її атмосферу, а далі — в магнітосферу Юпітера, або іноді в міжпланетний простір. Вся ця матерія, залежно від складу супутника і ступеня іонізації, опиняється в різних нейтральних (неіонізованих) хмарах і радіаційних поясах юпітеріанської магнітосфери, а іноді й полишає межі системи Юпітера.
Іо оточена хмарою з нейтральних атомів сірки, кисню, натрію і калію, яка тягнеться приблизно на шість її радіусів від поверхні. Ці частинки приходять з верхніх шарів атмосфери супутника. Вони збуджуються через зіткнення з частинками плазмового тора (як обговорено нижче) та інших процесів у сфері Гілла Іо, тобто в області де її тяжіння переважає над юпітеріанським. Частина всієї цієї матерії залишає атмосферу і виходить на орбіту навколо Юпітера. Упродовж 20 годин ці частинки залишають сферу Гілла Іо і формують дугоподібну нейтральну хмару, яка може поширюватися на відстань до 6 юпітеріанських радіусів від Іо — або всередині орбіти Іо і перед супутником, або поза орбітою Іо і позаду супутника. Зіткнення, які збуджують частки, також іноді постачають електрони іонам натрію в плазмовому торі, і утворені нейтральні атоми вилітають з тора. Однак ці частки все ще зберігають свою швидкість 70 км/с (тоді як орбітальна швидкість Іо — 17 км/с) і формують струмені речовини позаду Іо.
Орбіта Іо проходить у межах поясу сильної радіації, відомого як плазмовий тор Іо. Це кільце складається з іонізованої сірки, кисню, натрію і хлору. Плазма в ньому утворюється з нейтральних атомів «хмари», що оточує Іо, які іонізуються і захоплюються магнітосферою Юпітера. На відміну від частинок нейтральної хмари, ці частинки обертаються навколо Юпітера разом з його магнітосферою зі швидкістю 74 км/с. Як і решта магнітосфери Юпітера, плазмовий тор нахилений до екватора Юпітера (і до орбітальної площини Іо). Це означає, що Іо перебуває то вище, то нижче ядра тора. Вищі швидкість і енергія цих іонів частково відповідальні за витік нейтральних атомів і молекул з атмосфери Іо і більш протяжної нейтральної хмари. Тор складається з трьох частин: зовнішнього «теплого» тора, який розташований одразу за орбітою Іо; вертикально-широкого регіону, відомого як «стрічка», який складається з нейтральної області-джерела, а також охолодженої плазми, розташованої в районі орбіти Іо; а також внутрішньої частини, «холодного» тора, що складається з частинок, які повільно по спіралі рухаються до Юпітера. Після приблизно 40-денного перебування в «теплому торі» частинки його залишають. Частково вони відповідальні за надзвичайно велику магнітосферу Юпітера. Частинки з Іо були виявлені датчиками КА «Нові Горизонти» за варіаціями магнітосферної плазми дуже далеко від супутника (у хвості магнітосфери). Щоб вивчати подібні зміни всередині плазмового тора, дослідники вимірюють ультрафіолетове випромінювання супутника. Хоча такі зміни остаточно не пов'язані зі змінами у вулканічній активності Іо (основного джерела матерії в плазмовому торі), такий зв'язок встановлено для нейтральної хмари натрію.
Наближаючись до Юпітера в 1992 році, КА «Улісс» зафіксував потік пилоподібних частинок, спрямований із системи Юпітера. Пил в цих потоках віддаляється від Юпітера на швидкостях у кілька сотень кілометрів на секунду, має розмір близько 10 мкм і складається переважно з хлориду натрію. Дослідження пилу, які провів «Галілео», виявили, що пилові потоки походять з поверхні Іо, але точний механізм їх формування невідомий: вони можуть бути результатом вулканічної активності або зіткнень з поверхнею Іо.
Лінії магнітного поля Юпітера, які перетинають Іо, з'єднують атмосферу супутника і нейтральну хмару з верхніми шарами полярної атмосфери Юпітера електричним струмом, відомим як потокова труба Іо. Цей струм спричиняє полярні сяйва в юпітеріанській атмосфері, які мають назву «слід Іо», а також сяйва в атмосфері Іо. Частинки, що йдуть по цій трубці, роблять полярні області Юпітера темними у видимому діапазоні світла. Місце перебування Іо та її «сліду» в атмосфері Юпітера відносно Землі та Юпітера сильно впливає на інтенсивність спостережуваного радіовипромінювання Юпітера: воно сильно збільшується коли Іо перебуває в зоні видимості. В ході місії КА «Юнона» мала з'ясуватись взаємодія між Іо і магнітосферою Юпітера. Лінії юпітеріанського магнітного поля, що проходять крізь іоносферу Іо, генерують електричні струми, які створюють магнітне поле в надрах цього супутника. Вважають, що індуковане магнітне поле Іо генерується в частково розплавленій силікатній магмі на глибині нижче 50 км під поверхнею супутника. Подібні індуковані магнітні поля «Галілео» виявив на інших галілеєвих супутниках, де вони генеруються ймовірно підповерхневими водними океанами.

## Культурний вплив

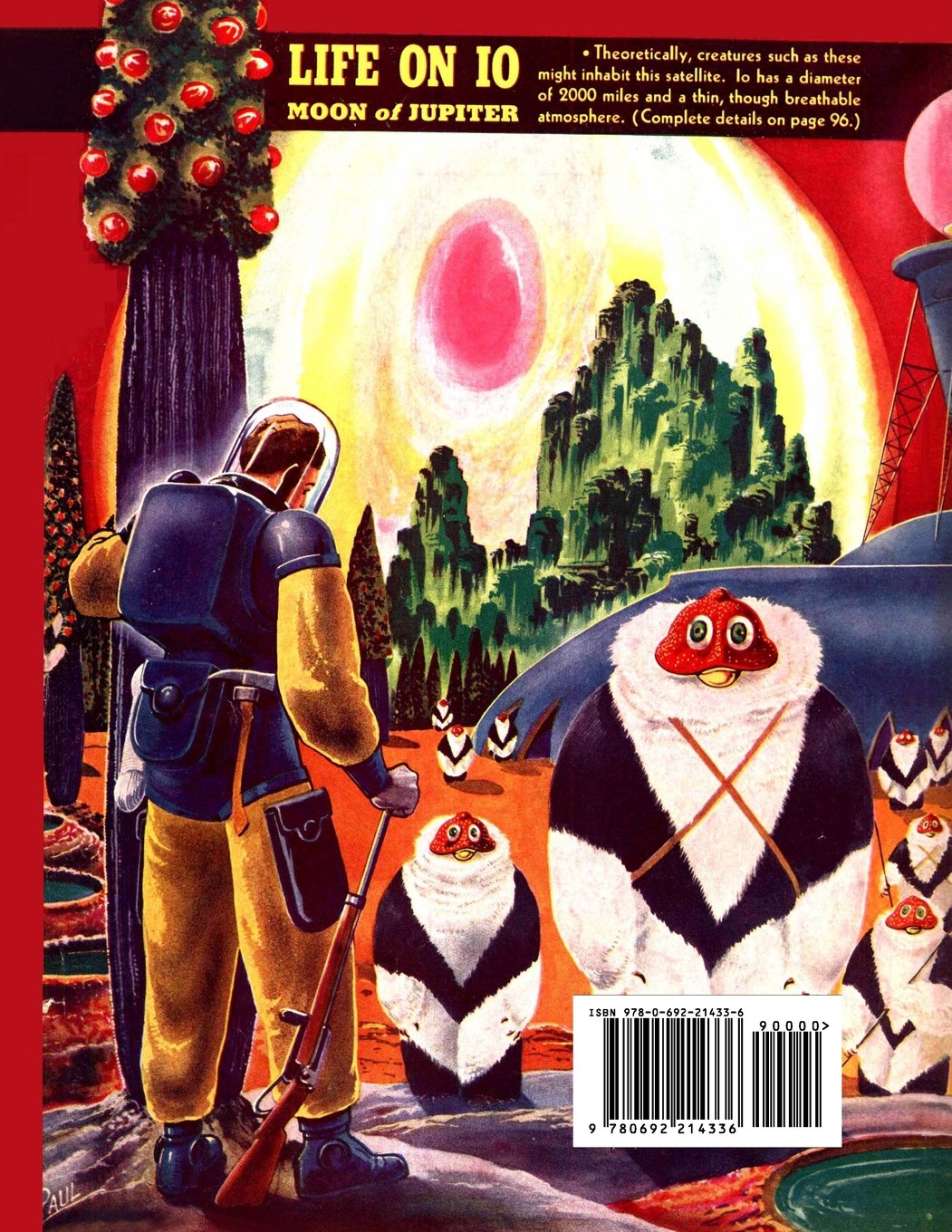
Обкладинка журналу «Фантастичні пригоди» у травні 1940 року, що розповідає про життя на Іо.

Як один із галілеєвих супутників, Іо завжди викликала інтерес митців наукової фантастики, ще з часів «Божевільного місяця» Стенлі Вайнбаума (1935). Через її розмір, який вже тоді був оцінений, у першій половині XX століття висловлювалися припущення про можливість існування життя на її поверхні, як у журналі «Фантастичні пригоди» (Fantastic Adventures).
Оскільки структура Іо стала більш відомою завдяки різним космічним дослідницьким місіям, місцевість, описана в науковій фантастиці, еволюціонувала. Наприклад, у романі Дена Сіммонса «Іліум» (2003) магнітний потік Іо використовується для гіперприскорення космічних кораблів по всій Сонячній системі, тоді як у романах Кіма Стенлі Робінсона «Сон Галілея» (2009) та «2312» (2012) Іо описується як вулканічний світ, де повсюди є лава.
У кінематографі Іо є основним місцем дії таких фільмів, як «Іо» (2019) Джонатана Гелперта та «За межами Землі…» (1981) Пітера Хаймса. Також у 2010 році вийшов фільм «Рік першого контакту» (1984) — також режисера Пітера Хаймса і продовження фільму Стенлі Кубрика «2001: Космічна одіссея» (1968) — космічний корабель «Діскавері-1» обертається навколо точки Лагранжа між Юпітером та Іо.
Через свою поверхню Іо також з'являється на локаціях таких відеоігор, як Battlezone (1998), Halo (2001), Warframe (2015) та Destiny 2 (2017). Уся дія гри POD: Planet of Death (1997) відбувається на планеті під назвою «Іо», причому фантастичний сценарій гри відсилає до деяких реальних особливостей супутника, таких як її вулканічна активність і теоретично можливий потенціал видобутку корисних копалин.

### Карти
- (англ.) Глобальна база карт Іо на сайті наукового центра астрогеології USGS на основі зображень Galileo та Voyager
- (англ.) Номенклатура Іо та карта об'єтів поверхні з сторінки планетарної номенклатури USGS
- (англ.) Інтерактивна карта Іо на Google Maps

### Інше
- (англ.) Датабаза гір на Іо
- (англ.) Спостереження Cassini за видимими полярними сяйвами Іо на сайті наукового центра астрогеології USGS